# Drazan Salavarda
Drazan Salavarda (* 2. Januar 1964) ist ein deutscher Basketballtrainer und ehemaliger ‑spieler kroatischer Herkunft.

## Leben
Salavarda verließ 1989 als Student Zagreb und ging nach Karlsruhe. Der 2,05 Meter messende Innenspieler schloss sich dem TSV Berghausen an, danach spielte er von 1990 bis 1993 beim Post-SV Karlsruhe in der 2. Basketball-Bundesliga sowie anschließend in derselben Liga beim TSV Speyer und ab 1997 bei der BG Post/Südstern Karlsruhe. 1994 wurde er deutscher Staatsbürger. Nach einem kurzen Zwischenhalt bei der BG Karlsruhe spielte er in der Saison 1997/98 für die DJK Würzburg und stieg an der Seite des jungen Dirk Nowitzki im April 1998 in die Basketball-Bundesliga auf. Salavarda ging jedoch nicht in die erste Liga mit, sondern wechselte zur BSG Ludwigsburg, mit der ihm im Frühjahr 1999 ebenfalls der Bundesliga-Aufstieg gelang. Wiederum blieb Salavarda in der zweiten Liga und verstärkte im Spieljahr 1999/2000 den TSV Ansbach. Danach wechselte er ins Trainerfach.
Bis 2005 war Salavarda Cheftrainer des Regionalligisten SSC Karlsruhe, von 2006 bis 2009 betreute er den MTV Stuttgart (ebenfalls Regionalliga). Anschließend arbeitete er als Trainer beim VfB Gaggenau, 2012 ging er zu Post Südstadt Karlsruhe. Dort war er zunächst vor allem in der Nachwuchsarbeit und ab 2016 als Co-Trainer der Herrenmannschaft (PS Karlsruhe Lions) tätig. Als sich die Mannschaft Anfang Februar 2020 von Ivan Rudež trennte, wurde Salavarda ins Cheftraineramt befördert. Salavarda trat das Amt im Sommer 2021 an Aleksandar Šćepanović ab.